# Acuerdo ATP

El Acuerdo ATP o también ATP (formalmente Acuerdo sobre transportes internacionales de mercancías perecederas y sobre vehículos especiales utilizados en esos transportes) es un tratado de las Naciones Unidas de 1970 que establece normas para el transporte internacional de alimentos perecederos entre los estados que ratifiquen el tratado. El acrónimo «ATP» deriva de la denominación del tratado en francés: Accord relatif aux transports internationaux de denrées périssables et aux engins spéciaux à utiliser pour ces transports.
El Acuerdo ATP asegura que las mercancías perecederas se transporten de un país a otro sin que pierdan sus características organolépticas y lleguen al consumidor en condiciones óptimas. Así, el medio de transporte utilizado debe ser capaz de mantener la temperatura idónea para el producto. 
Además, al transportar esta mercancía perecedera se utilizan contenedores que deben pasar por varias inspecciones. La primera inspección la realiza el fabricante al fabricarlas y la validez de esta es de 6 años. Tras la expiración de la validez de esta inspección se realizarán inspecciones periódicas cada 3 años.
Se ha actualizado mediante enmiendas varias veces y, a partir de 2016, cuenta con 50 estados partes, la mayoría de los cuales se encuentran en Europa o Asia Central. Está abierto a la ratificación de estados que son miembros de la Comisión Económica de las Naciones Unidas para Europa (UNECE) y estados que de otro modo participarán en las actividades de la UNECE. 

## Vehículos
Este Acuerdo ATP exige que se utilicen ciertos tipos de «unidades especiales» para transportar alimentos perecederos a través de las fronteras y que se inspeccionen periódicamente, por ejemplo; es posible que sea necesario refrigerar, calentar o aislar el equipamiento. El ATP se aplica al transporte por carretera y por ferrocarril, pero no se aplica al transporte dentro de las fronteras de un solo país.
En el «Capítulo 1. Unidades de transporte especiales» contempla cuatro tipos:
- Isotermo: construido con paredes aislantes, incluidos piso, puertas y techo.
- Refrigerado: isotermo que, con ayuda de una fuente de frío (hielo hídrico, hielo carbónico, gases licuados..) permite bajar la temperatura en el interior y mantenerla (a 7 °C, -10 °C, -20 °C y 0 °C, clases A, B, C y D, respectivamente), con una temperatura media exterior de +30 °C.
- Frigorífico: isotermo provisto de un dispositivo de producción de frío individual o colectivo (grupo mecánico de compresión) que permite, a una temperatura media exterior de +30 °C, enfriar el interior vacío y mantenerlo de forma permanente a diversas temperaturas según la clase (A, B, C, D, E y F)
- Calorífico: isotermo que permite elevar la temperatura en el interior y mantenerla después de 12 horas sin repostado, a valor constante, no inferior a +12 °C.

## Países firmantes del Acuerdo ATP
El Acuerdo ATP se concluyó en Ginebra el 1 de septiembre de 1970 bajo la égida de la CEPE. Fue firmado por Austria, Alemania Occidental, Italia, Luxemburgo, Países Bajos, Portugal y Suiza. Entró en vigor el 21 de noviembre de 1976, después de haber sido ratificado por cinco estados. El ATP tenía por objeto sustituir el «Acuerdo sobre equipos especiales para el transporte de alimentos perecederos y sobre el uso de tales equipos para el transporte internacional de algunos de esos productos», que se concluyó en 1962 pero nunca recibió suficientes ratificaciones para entrar en vigor.
A partir de 2016, los siguientes 50 estados son parte del ATP:
- Albania
- Alemania
- Andorra
- Arabia Saudita
- Austria
- Azerbaiyán
- Bélgica
- Bielorrusia
- Bosnia y Herzegovina
- Bulgaria
- Croacia
- Dinamarca
- Eslovaquia
- Eslovenia
- España
- Estados Unidos
- Estonia
- Finlandia
- Francia
- Georgia
- Grecia
- Hungría
- Irlanda
- Italia
- Kazajistán
- Kirguistán
- Letonia
- Lituania
- Luxemburgo
- Macedonia del Norte
- Marruecos
- Moldavia
- Mónaco
- Montenegro
- Noruega
- Países Bajos
- Polonia
- Portugal
- Reino Unido
- República Checa
- Rumania
- Rusia
- San Marino
- Serbia
- Suecia
- Tayikistán
- Túnez
- Turquía
- Ucrania
- Uzbekistán

Los antiguos estados partes son Checoslovaquia, Alemania Oriental y Yugoslavia. Rusia ratificó como la Unión Soviética y Serbia ratificó como la República Federativa de Yugoslavia. Suiza firmó el acuerdo pero no lo ha ratificado.